# Tierra de Rupert

Tierra de Rupert

La Tierra de Rupert (en inglés: Rupert's Land) es el nombre de un antiguo territorio en la Norteamérica británica que abarcaba gran parte del actual Canadá. Fue nominalmente propiedad de la Compañía de la Bahía de Hudson durante 200 años, desde 1670 hasta 1870.

## Historia
Pertenecía originalmente a la Compañía de la Bahía de Hudson y recibió su nombre del príncipe Ruperto del Rin, sobrino de Carlos I, y primer gobernador de la compañía. 
Los estatutos otorgados a la compañía por Carlos II le concedían el monopolio sobre la cuenca hidrográfica de todos los ríos y arroyos que desembocan en la bahía de Hudson, un área de 3,9 millones de km², más de un tercio del actual territorio de Canadá. 
La Compañía del Noroeste de Montreal y la Compañía de la Bahía de Hudson se fusionaron en 1821, pasando a controlar un territorio aún mayor, que más tarde se extendería hasta las costas árticas en el norte y el océano Pacífico al oeste. 
En 1870 fue abolido el monopolio de la compañía y se autorizó el comercio libre en la región. La compañía cedió la Tierra de Rupert y el Territorio Noroeste a la Confederación Canadiense.

## Iglesia anglicana
Tierra de Rupert es también una provincia eclesiástica de la Iglesia anglicana del Canadá, que abarca las praderas canadienses y gran parte de la zona ártica. 
Es también el nombre de la diócesis anglicana en Manitoba.